# Соловей (казка)
«Соловей», або «Цісарський соловій» (дан. Nattergalen) — казка данського письменника Ганса Крістіана Андерсена, написана в 1843 році. Включена автором до збірки «Нові казки».

## Історія створення
Ще в 1839 р. Г. К. Андерсен задумав написати історію про злого короля, перед яким у передсмертний час постало все те зло, що він скоїв протягом життя. Однак пізніше задум змінився. Щоб не ображати короля Данії, письменник у 1840-х роках вирішив перенести дію казки на далекий Схід — у Китай. На задум казки вплинуло також знайомство Андерсена зі шведською оперною співачкою Єнні Лінд. Ця жінка, яку всі називали шведським соловейком, дуже любила казку «Гидке каченя», бо сама у віці 9-10 років була дуже непривабливою, несміливою та страждала від постійних образ подруг.
Але у 18-19 років Ієні Лінд перетворилася на чарівну співачку, яка мала велику популярність.
Андерсен прагнув своїми казками не тільки розважити дітей та дорослих, але й спонукати їх до осмислення життя. Письменник хотів нагадати людям, що життя дуже коротке, тому кожна людина повинна подумати про те, який слід вона залишить по собі. Андерсен намагався допомогти людям подолати жах смерті за допомогою мистецтва, яке може відкрити в них щось таке, чого вони досі не знали. Отже, у цій казці зображено роздуми Андерсена про життя і смерть, про справжні й фальшиві цінності, про мистецтво та його вплив на людей. Тема: лише справжнє мистецтво здатне перемогти смерть і навіть ті сили зла, які живуть в людській душі. Мистецтво змінює людину, робить її кращою, чистішою.

## Опис
Ідея: не можна плутати зовнішню досконалість із живим мистецтвом, навіть найкрасивіша іграшка лишається тільки забавкою, а справжнє мистецтво зачіпає за живе і спонукає відгукуватися всім серцем і лише воно може виявитися сильнішим за смерть.
Жанр: літературна казка.
Основна думка: справжнє мистецтво має бути вільне, воно говорить правду  рибалці, дівчинці  і імператору. Це дуже мудра казка, бо вона нагадує, що не можна плутати зовнішню досконалість із живим мистецтвом. Тому що навіть найкрасивіша іграшка лишається тільки забавкою, а справжнє мистецтво зачіпає за живе і змушує відгукуватися усім серцем, і лише воно може виявитися сильнішим за смерть. Мистецтво — дивна сила. Вона може робити чудеса з людиною, яка доторкнулася до прекрасного, простого і водночас таємничого світу мистецтва. Мистецтва, що може перемогти смерть.

## Головні герої
- Соловей — маленька сіренька пташка, яка співає так, як сама хоче
- Богдихан (імператор) — правитель, який полюбляв вишукані речі
- Штучний соловей — золота пташка, вишукана, подарунок імператорові, співає одну і ту ж саму пісню

### Елементи сюжету
- Експозиція: Захоплення людей садом, лісом, палацом китайського імператора. Але спів солов'я найкращий.
- Зав'язка  — імператор наказує солов'ю співати, жити у нього у палаці
- Розвиток дій  — а) спів живого солов'я та спів штучної пташки; б) соловей покидає палац імператора
- Кульмінація  — Спів живого солов'я рятує імператора від смерті
- Розв'язка  — одужання імператора

## Аналіз
Чого навчає казка «Соловейко»? Потрібно вміти прощати, по-доброму ставитися до людей, допомагати їм у скрутну хвилину, бути вірним. Люди завжди мають уміти відрізнити справжню красу від не справжньої. Краса, поєднана з добром, — велика сила. Справжнє мистецтво має дивовижний, чудодійний вплив на людину. Авторський задум казки Г. К. Андерсена «Соловей» полягає у протиставленні істинної краси та штучної красивості, ствердженні всепереможної сили мистецтва та висміюванні невігластва, відсутності розуміння природи й мистецтва, бездушності й низьковклінності перед вельможними людьми.